# YouPorn
YouPorn est un site web pornographique américain, de langue anglaise, diffusant gratuitement des vidéos en s'inspirant du modèle de YouTube.
Il est la propriété du groupe MindGeek, plus grande entreprise du monde de l'industrie pornographique et controversé notamment pour héberger du contenu pédopornographique.
Depuis sa création en août 2006, ce site était devenu le site pornographique le plus populaire du monde. En 2016, il est selon son créateur J-T, le 26e site internet le plus fréquenté, avec 370 millions de visiteurs par mois. En 2023, il est dépassé par Pornhub.

## Historique
Mettant à la disposition des visiteurs des contenus fournis par des particuliers, YouPorn est aussi utilisé comme vitrine publicitaire par d'autres sites pornographiques qui y mettent en ligne des bandes-annonces, des extraits de films ou des montages vidéos. Selon le site d'étude de trafic Alexa, YouPorn se situe en mars 2008 à la 29e place des sites web les plus fréquentés. La plus grande partie des visiteurs proviennent des États-Unis.
La société qui gère YouPorn reste volontairement dans l'anonymat. Aucun lien sur le site ne permet de découvrir l'identité de son opérateur, et le nom de domaine youporn.com a été enregistré par un intermédiaire. Selon une enquête du magazine Condé Nast's Portfolio, YouPorn aurait été lancé par un diplômé de l'Université Stanford, Stephen Paul Jones, associé à Zach Hong, un Malaisien installé en Australie. Stephen Paul Jones serait un opérateur de marché qui travaille toujours pour son employeur en Californie. Selon lui, le site aurait été conçu et réalisé à l'origine par un Allemand. Hésitant sur le modèle économique qui leur permettrait de rentabiliser YouPorn, ses propriétaires ont envisagé de vendre leur site à Vivid en 2007.
En mai 2011, la société Youporn est rachetée par la holding Manwin.
En 2012, Die Welt révèle que le propriétaire de YouPorn, ainsi que de Pornhub et MyDirtyHobby, est un Allemand originaire d'Aix-la-Chapelle, Fabian Thylmann, arrêté en Belgique pour fraude fiscale.
En 2013, Fabian Thylmann vend ses parts du groupe Manwin qui édite le site Youporn pour 100 000 000 de dollars américains. Le groupe change de nom et devient MindGeek.